# Dark Ages: Fae
 (avril 2024).
Si vous disposez d'ouvrages ou d'articles de référence ou si vous connaissez des sites web de qualité traitant du thème abordé ici, merci de compléter l'article en donnant les références utiles à sa vérifiabilité et en les liant à la section « Notes et références ».

Dark Ages: Fae est un jeu de rôle de White Wolf Publishing publié en 1996 et prenant place aux alentours de 1230, et permettant aux joueurs d'incarner des créatures du folklore européen (korrigans, fées, monstres tapis dans les profondeurs sylvestres...).

## Synopsis
Dans ce jeu, l'univers était originellement un amas indistinct de Brumes, dont furent issus des êtres pensants appelés Firstborns (Premiers-Nés). Ce sont eux qui ont créé la matière, notre monde, la vie, etc. Ces faes, plus "purs", tirent leur énergie des brumes, dont ils se servent pour modeler la réalité à leur convenance. Cette affinité magique, dans le jeu, se nomme Gramarye.
De points particuliers, sortes de nœuds d'énergie magique, surgirent ensuite des créatures qui furent appelés Inanimaes. Il s'agit de sortes de golems, formés par la gramarye à partir d'un élément qui leur donne leurs pouvoirs (feu, eau, sable, métal...).
En essayant par la suite d'annihiler les Inanimaes, les Firstborns créèrent par inadvertance la vie sur Terre, et donc les humains. En s'accouplant avec des humains, ou en échangeant des bébés faes contre des bébés humains, ils donnent naissance à une troisième race de faes nommée Changelins. Ceux-ci ont moins de pouvoirs magiques mais se mêlent plus facilement aux humains.
Détail qui a son importance, les faes tirent leurs pouvoirs de la croyance que les humains placent en eux. L'une des bases du jeu est le système de Serments : il s'agit de pactes passés entre les humains et les faes, dont chaque partie doit accomplir certaines tâches sous peine de punition magique ; les Serments permettent aux faes de garder prise dans le monde physique et de conserver leurs pouvoirs.

## Contexte
Les aventures de DA:Fae se déroulent aux alentours de 1230. À un moment indéterminé mais remontant à des millénaires, les faes sont entrés en guerre intestine et ont laissé aux Hommes la régence de la Terre. En 1130, le frère Everard de Gascogne a découvert une stèle portant le nom d'un seigneur fae local et l'a décryptée, rompant ainsi un ancien Serment qui interdisait formellement à tout humain de prononcer ce nom. Le monastère du moine fut aussitôt anéanti par une explosion magique.
Cet événement a attiré l'attention des faes sur la puissance et la connaissance que les humains avaient accumulées au fil des siècles, poussant le petit Peuple à signer un traité de paix de 100 ans.
Les faes ont alors pris conscience du poids de la religion chrétienne dans la société médiévale, qui les prive de croyants païens et atténue chaque jour leur pouvoir sur le monde.
Les aventures dans DA:Fae tournent donc majoritairement autour de l'imminence du retour en guerre et des conflits avec la chrétienté.